# Mike Di Meglio
Mike Di Meglio (de son vrai nom Mickaël Teddy Dimeglio), né le 17 janvier 1988 à Toulouse, est un pilote de vitesse moto  et d'endurance français. En 2008, il devient Champion du monde en catégorie 125 cm3. En 2017, il est le premier pilote à gagner trois courses d’affilée pour son arrivée dans le Championnat du monde d'endurance moto, il remporte le Bol d'or ainsi que le championnat du monde avec ses coéquipiers.

## Biographie

### Les débuts
Mike Di Meglio s'est révélé lors du Prix de l'Avenir en 2002 (une compétition organisée par la FFM). À la suite de cette course, il participe à une séance d'essais avec l'écurie Liégois sur le circuit Carole. Cette équipe est notamment connue pour avoir eu comme pilote Marco Melandri. Il participe également à une manche du championnat d'Espagne 125 cm3, le plus relevé des championnats nationaux, avec la même écurie. Mais ceci ne perturbe pas Mike Di Meglio, puisqu'il décroche une 3e place. Grâce à ce résultat, il obtient une Aprilia client pour participer au championnat du monde 125 cm3 à 15 ans. Mais sa première campagne en championnat du monde est un dur apprentissage ponctué par de nombreuses chutes et par des résultats timides. Il termine 28e en ne marquant que 5 points.
L'année 2004 est une année pleine de promesses. Il a rejoint l'écurie Globet.com motorisée par Aprilia. Dès le premier Grand Prix de la saison, en Afrique du Sud, il se qualifie sur la 1re ligne de la grille de départ et termine 5e de la course. Il termine à la 18e place du championnat.

### Les premiers succès et le sacre en 125 cm3
En 2005, Mike rejoint l'écurie Scot Honda avec une moto d'usine. Il décroche son premier podium au Grand Prix de Grande-Bretagne sur une piste détrempée. Mieux encore, il décroche sa première victoire en Grand Prix en Turquie à Istanbul. Il termine 11e du général.
Pour la saison 2006, il rejoint une nouvelle équipe, toujours en 125 cm3, fondée par la Fédération française de motocyclisme en partenariat avec Honda, avec l'ambition d'être champion du monde et de rejoindre la catégorie supérieure dans de bonnes conditions. Mais, la saison 2006 est une saison catastrophique marquée par des chutes, des blessures, des casses mécaniques et par une Honda qui est très en retrait face aux Aprilia et aux KTM. Il ne marque que huit petits points et termine 26e.
En 2007, Mike Di Meglio retrouve l'écurie Scot avec pour mission de retrouver le haut niveau et le succès. Malheureusement pour lui, Honda ne s'investit plus pour la 125 cm3. La moto ne bénéficie donc plus d'évolution. Malgré une moto en retrait, il fait quelques coups d'éclat en Grande-Bretagne ou au Japon sur le circuit de Motegi. Sur une piste humide, il termine 4e. Mais ce championnat est encore décevant, il termine 17e.
Lassé par les performances de Honda, Mike Di Meglio rejoint pour la saison 2008, l'écurie Ajo Motorsport équipée d'une Aprilia RSA, c'est-à-dire une moto d'usine. Durant les essais hivernaux, il est régulièrement aux avant-postes et signe même le meilleur temps de la dernière journée des essais au Qatar en nocturne.
La saison 2008 commence au Qatar avec une grande première puisque pour la première fois de l'histoire, les courses se déroulent en nocturne et Mike Di Meglio se distingue en prenant la 4e place. Au Grand Prix de Chine, il termine 2e et prend la 4e place au classement général. La consécration arrive au GP de France, où il remporte sa seconde victoire lors d'une course rendue difficile par la pluie. Cela faisait 26 ans qu'un Français n'avait plus gagné son grand prix national. En remportant le 5 octobre 2008 le Grand Prix d'Australie couru sur le circuit de Phillip Island, sa quatrième victoire de la saison, Mike Di Meglio devient champion du monde de la catégorie 125 cm3.

### Le passage en 250 cm3
Pour la saison 2009, Mike Di Meglio passe en 250 cm3 sur une Aprilia dans l'écurie Aspar de Jorge Martínez avec comme coéquipier l'Espagnol Alvaro Bautista, vice-champion du monde 250 cm3 et champion du monde 125 cm3 en 2006. Pour son premier Grand Prix en 250 cm3, au Qatar, Mike Di Meglio monte sur son premier podium.
Durant la saison, il sera fréquemment en lutte avec les meilleurs pour le podium ou la victoire en devançant à plusieurs reprises son coéquipier Alvaro Bautista. Il termine le championnat 250 cm3 en 8e position, après avoir été en lutte pour la 5e place jusqu’au dernier Grand Prix et avoir réalisé sa première Pole position à Indianapolis.

### Le passage en Moto 2
Pour la saison 2010, Mike di Meglio passe en catégorie Moto2, qui remplace la catégorie 250 cm3, toujours dans l'écurie Aspar. Aprilia promet de construire des châssis à l'équipe d'Aspar Martinez pour la nouvelle catégorie mais, le patron du groupe Piaggio, Roberto Colannino, annonce que le projet est annulé à cause de la cohabitation avec Honda. Mike Di Meglio se retrouve donc sans châssis. Son directeur trouve finalement un autre châssis, avec un RSV. Avant le Grand Prix de France, l'écurie Aspar décide de remplacer le châssis RSV pour le châssis Suter. Mais les résultats sont décevants pour le français qui n'a jamais vraiment réussi à s'adapter à la Moto2 contrairement à son équipier Julian Simon. Ceci lui coûtera sa place chez Aspar Martinez.
Pour la saison 2011, Mike Di Meglio poursuit l'aventure en Moto2 mais change d'équipe en s'engageant avec l'écurie française Tech3 et avec un châssis français : le Mistral 611. Pour la première fois depuis Sylvain Guintoli en 2007, un pilote français dispute un championnat du monde des Grands Prix avec l'écurie française Tech3. Di Meglio obtient des résultats similaires à la saison précédente en se classant 23e du championnat du monde Moto 2 avec 30 points. Il obtient son meilleur résultat lors du dernier grand prix de la saison, à Valence, en terminant 7e de la course. Mike Di Meglio et l'écurie Tech 3 cessent leur collaboration et le pilote français s'engage avec l'écurie italienne S/Master Speed Up afin de participer à la saison 2012 du championnat du monde Moto 2. À la suite d'un différend financier, l'écurie S/Master Speed Up décide de remplacer Mike Di Meglio par un pilote ayant un budget plus important (Alessandro Andreozzi).
Mike Di Meglio est remercié et ne court pas au Grand Prix eni Motorrad d'Allemagne (Sachsenring) les 6, 7 et 8 juillet 2012

### L'arrivée en MotoGP
Pour la saison 2014, il roule pour l'écurie Avintia en catégorie Open, en MotoGP. Il totalise 9 points à la fin de la saison.

## Palmarès
- 2001 :   
  - Vainqueur de la Coupe Conti 50 cm3
  - 5e de la Coupe Conti en Scooter 70 cm3
- 2002 : 
  - Vainqueur du Prix de l'Avenir : Champion de France vitesse 125 cm3
- 2003 : 
  - 28e du Championnat du Monde 125 cm3 avec 5 points (1re saison)
  - Meilleur résultat : 13e au Grand Prix de Catalogne et ses 3 premiers points
- 2004 : 
  - 18e du Championnat du Monde 125 cm3 avec 41 points
  - Meilleur résultat : 5e au Grand Prix d'Afrique du Sud
- 2005 :
  - 11e du Championnat du Monde 125 cm3 avec 106 points
  - Meilleurs résultats : 
    -  Vainqueur du Grand Prix de Turquie à Istanbul
    - 2e au Grand Prix de Donington
    - 4e au Grand Prix de France
- 2006 :
  - 26e du Championnat du Monde 125 cm3 avec 8 points
- 2007 :
  - 17e du Championnat du Monde 125 cm3 avec 42 points
  - Meilleurs résultats :
    - 4e au Grand Prix du Japon
    - 6e au Grand Prix de Grande-Bretagne
- 2008 : 
  - Champion du Monde vitesse 125 cm3
  - Meilleurs résultats :
    -  Vainqueur du Grand Prix de France au Mans
    -  Vainqueur du Grand Prix de Catalogne à Barcelone.
    -  Vainqueur du Grand Prix d'Allemagne sur le Sachsenring
    -  Vainqueur du Grand Prix d'Australie sur le Circuit de Phillip Island
    - 2e du Grand Prix de Grande-Bretagne à Donington Park
    - 2e du Grand Prix de Chine à Shanghaï
    - 2e du Grand Prix du Japon à Motegi
- 2009 :
  - Championnat du monde 250 cm3
  - Meilleur résultats : 
    - 2e lors du grand prix du Portugal
    - 3e lors du grand prix du Qatar
- 2010 :
  - 20e du Championnat du Monde Moto2 avec 34 points
  - Meilleur résultat : 6e au Grand Prix d'Australie
- 2011 :
  - 23e du Championnat du Monde Moto2 avec 30 points
  - Meilleur résultat : 7e au Grand Prix de Valence
- 2012 :
  - 23e du Championnat du Monde Moto2 avec 14 points
  - Meilleur résultat : 14e au Grand Prix d'Aragon
- 2013 :
  - 21e du Championnat du Monde Moto2 avec 18 points
  - Meilleur résultat : 7e au Grand Prix de France
- 2014 :
  - 25e du Championnat du Monde MotoGP avec 9 points
  - Meilleur résultat : 12eau Grand Prix d'Indianapolis
- 2016 -2017
  - 1er aux 24 heures du Mans Moto avec David Checa et Niccolò Canepa
  - 1er aux 8 Heures d'Oschersleben avec David Checa et Niccolò Canepa
  - 1er aux 8 Heures de Slovakia Ring avec David Checa et Niccolò Canepa
  - Champion du Monde par Équipe avec le GMT94
  - 2e du championnat du monde EWC par Pilote
- 2017 -2018
  - 1er aux Bol d'or avec David Checa et Niccolò Canepa
  - 2e  aux 8 Heures de Slovakia ring avec David Checa et Niccolò Canepa
  - 3e  aux 8 Heures d'Oschersleben avec David Checa et Niccolò Canepa
- 2018 -2019
  - 1er aux Bol d'or avec Joshua Hook et Freddy Foray
  - 3e  aux 8 Heures de Slovakia ring
  - 1er aux 8 Heures d'Oschersleben avec Joshua Hook et Freddy Foray
- 2019 - 2020
  - 1er aux 24 heures du Mans Moto avec Joshua Hook et Freddy Foray ( La course se déroule fin août pour cause de Covid 19)
  - 2e aux  12 Heures d'Estoril
- 2021
  - 1er aux  12 Heures d'Estoril avec Joshua Hook et Yuki Takahashi
- 2022
  - Champion du Monde EWC avec Joshua Hook
- 2023
  - 1er aux 24 heures du Mans Moto avec Joshua Hook et Alan Techer

- - Abandon lors du Bol d’or avec Joshua Hook et Alan Techer

## Carrière en Grand Prix moto

### Par catégorie
(Mise à jour après le  Grand Prix moto de Malaisie 2015)
| Cat.    | Année     | 1er GP    | 1er Pod   | 1re Vict. | GP  | Vict. | Podiums | Pole | Mtour | Pts | Titre |
| ------- | --------- | --------- | --------- | --------- | --- | ----- | ------- | ---- | ----- | --- | ----- |
| 125 cm3 | 2003-2008 | JAP 2003  | GBR 2005  | TUR 2005  | 91  | 5     | 11      | 2    | 4     | 464 | 1     |
| 250 cm3 | 2009      | QAT 2009  | QAT 2009  |           | 16  | 0     | 2       | 1    | 0     | 107 | 0     |
| Moto2   | 2010-2013 | QAT 2010  |           |           | 59  | 0     | 0       | 0    | 0     | 100 | 0     |
| MotoGP  | 2014-2015 | QAT 2014  |           |           | 35  | 0     | 0       | 0    | 0     | 17  | 0     |
| Total   | 2003-2015 | 2003-2015 | 2003-2015 | 2003-2015 | 201 | 5     | 13      | 3    | 4     | 688 | 1     |

### Par saison et équipe
(Mise à jour après le  Grand Prix moto de Malaisie 2015)
| Année | Cat.    | Équipe                | Moto    | GP  | Vict. | Podiums | Poles | Mtour | Pts | Position |
| ----- | ------- | --------------------- | ------- | --- | ----- | ------- | ----- | ----- | --- | -------- |
| 2003  | 125 cm3 | Freesoul Racing Team  | Aprilia | 10  | 0     | 0       | 0     | 0     | 5   | 28e      |
| 2003  | 125 cm3 | MetaSystem Rg Service | Honda   | 5   | 0     | 0       | 0     | 0     | 0   | 28e      |
| 2004  | 125 cm3 | Globet. com Racing    | Aprilia | 14  | 0     | 0       | 0     | 0     | 41  | 18e      |
| 2005  | 125 cm3 | Kopron Racing World   | Honda   | 16  | 1     | 2       | 0     | 0     | 104 | 11e      |
| 2006  | 125 cm3 | FFM Honda GP 125      | Honda   | 14  | 0     | 0       | 0     | 0     | 8   | 25e      |
| 2007  | 125 cm3 | Kopron Team Scot      | Honda   | 15  | 0     | 0       | 0     | 0     | 42  | 17e      |
| 2008  | 125 cm3 | Ajo Motorsport        | Derbi   | 15  | 4     | 7       | 2     | 2     | 237 | Champion |
| 2009  | 250 cm3 | Mapfre Aspar Team     | Aprilia | 16  | 0     | 2       | 1     | 0     | 107 | 8e       |
| 2010  | Moto2   | Mapfre Aspar Team     | Suter   | 16  | 0     | 0       | 0     | 0     | 34  | 20e      |
| 2011  | Moto2   | Tech 3                | Tech 3  | 17  | 0     | 0       | 0     | 0     | 30  | 23e      |
| 2012  | Moto2   | Speed Up              | Kalex   | 16  | 0     | 0       | 0     | 0     | 14  | 23e      |
| 2013  | Moto2   | JiR                   | Motobi  | 10  | 0     | 0       | 0     | 0     | 18  | 21e      |
| 2014  | MotoGP  | Avintia               | FTR     | 18  | 0     | 0       | 0     | 0     | 9   | 25e      |
| 2015* | MotoGP  | Avintia               | FTR     | 17  | 0     | 0       | 0     | 0     | 8   | 24e      |
| Total |         |                       |         | 201 | 5     | 13      | 3     | 4     | 688 |          |

- *Saison en cours

### Courses par années
(Les courses en gras indiquent une pole position; les courses en italiques indiquent un meilleur tour en course)
| Saison | Catégorie | Moto                           | 1      | 2       | 3       | 4       | 5       | 6       | 7       | 8       | 9       | 10      | 11      | 12      | 13      | 14      | 15      | 16      | 17     | 18     | Pos | Pts |
| ------ | --------- | ------------------------------ | ------ | ------- | ------- | ------- | ------- | ------- | ------- | ------- | ------- | ------- | ------- | ------- | ------- | ------- | ------- | ------- | ------ | ------ | --- | --- |
| 2003   | 125 cm3   | Aprilia / Honda                | JPN 22 | RSA 22  | SPA 28  | FRA 17  | ITA Ab. | CAT 13  | NED 19  | GBR 15  | GER Ab. | CZE 15  | POR     | RIO Ab. | PAC Ab. | MAL 22  | AUS Ab. | VAL Ab. |        |        | 28e | 5   |
| 2004   | 125 cm3   | Aprilia                        | RSA 5  | SPA Ab. | FRA Ab. | ITA Ab. | CAT 8   | NED 12  | RIO 12  | GER Ab. | GBR 15  | CZE 24  | POR 11  | JPN Ab. | QAT     | MAL 17  | AUS 8   | VAL     |        |        | 18e | 41  |
| 2005   | 125 cm3   | Honda                          | SPA 11 | POR 11  | CHN 20  | FRA 4   | ITA Ab. | CAT 16  | NED 14  | GBR 2   | GER Ab. | CZE 7   | JPN 11  | MAL 11  | QAT 4   | AUS 14  | TUR 1   | VAL Ab. |        |        | 11e | 104 |
| 2006   | 125 cm3   | Honda                          | SPA 21 | QAT Ab. | TUR Ab. | CHN 15  | FRA 27  | ITA Ab. | CAT 18  | NED 13  | GBR 16  | GER     | CZE 13  | MAL Ab. | AUS 15  | JPN Ab. | POR Ab. | VAL     |        |        | 25e | 8   |
| 2007   | 125 cm3   | Honda                          | QAT 14 | SPA     | TUR     | CHN 14  | FRA 9   | ITA Ab. | CAT 19  | GBR 6   | NED Ab. | GER 15  | CZE 20  | RSM 13  | POR 16  | JPN 4   | AUS 14  | MAL 14  | VAL 23 |        | 17e | 42  |
| 2008   | 125 cm3   | Derbi                          | QAT 4  | SPA 9   | POR 7   | CHN 2   | FRA 1   | ITA 4   | CAT 1   | GBR 2   | NED 7   | GER 1   | CZE 2   | RSM Ab. | IND 10  | JPN 2   | AUS 1   | MAL 5   | VAL 3  |        | 1er | 264 |
| 2009   | 250 cm3   | Aprilia                        | QAT 3  | JPN Ab. | SPA 11  | FRA Ab. | ITA 12  | CAT 14  | NED 11  | GER Ab. | GBR 5   | CZE 9   | IND 4   | RSM 5   | POR 2   | AUS 5   | MAL Ab. | VAL 14  |        |        | 8e  | 107 |
| 2010   | Moto2     | RSV / Suter                    | QAT 16 | SPA 22  | FRA 20  | ITA Ab. | GBR 7   | NED 8   | CAT Ab. | GER Ab. | CZE 20  | IND 12  | RSM Ab. | ARA 13  | JPN 18  | MAL 26  | AUS 6   | POR DNQ | VAL 26 |        | 20e | 34  |
| 2011   | Moto2     | Tech 3                         | QAT 19 | SPA 26  | POR 9   | FRA Ab. | CAT Ab. | GBR 17  | NED Ab. | ITA 24  | GER 16  | CZE 15  | IND 27  | RSM 16  | ARA 12  | JPN 27  | AUS 9   | MAL 14  | VAL 7  |        | 23e | 30  |
| 2012   | Moto2     | Speed Up / MZ-RE Honda / Kalex | QAT 19 | SPA Ab. | POR Ab. | FRA Ab. | CAT Ab. | GBR 18  | NED 15  | GER     | ITA 22  | IND 25  | CZE 16  | RSM 18  | ARA 14  | JPN 15  | MAL Ab. | AUS 15  | VAL 28 |        | 23e | 14  |
| 2013   | Moto2     | Motobi                         | QAT 16 | AME 11  | SPA 20  | FRA 7   | ITA 18  | CAT 12  | NED Ab. | GER 25  | IND 21  | CZE Ab. | GBR     | RSM     | ARA     | MAL     | AUS     | JPN     | VAL    |        | 21e | 18  |
| 2014   | MotoGP    | FTR                            | QAT 17 | AME 18  | ARG 19  | SPA Ab. | FRA 19  | ITA 18  | CAT Ab. | NED 20  | GER 22  | IND 12  | CZE 18  | GBR 20  | RSM Ab. | ARA 17  | JPN 19  | AUS 14  | MAL 13 | VAL 21 | 25e | 9   |
| 2015   | MotoGP    | Ducati                         | QAT 19 | AME Ab. | ARG 18  | ESP 22  | FRA Ab. | ITA 16  | CAT 14  | NED 20  | GER Ab. | IND 17  | CZE 18  | GBR 14  | RSM 13  | ARA 20  | JPN 15  | AUS 20  | MAL 18 |        | 24e | 8   |

## Carrière en championnat du monde d'endurance moto
| Saison  | Moto   | Équipe                  | Courses | Victoires | Podiums | Poles | MT | Pts.  | Pos.  |
| ------- | ------ | ----------------------- | ------- | --------- | ------- | ----- | -- | ----- | ----- |
| 2016–17 | Yamaha | GMT94 Yamaha            | 4       | 3         | 3       | 1     | 1  | 133   | 5e    |
| 2017–18 | Yamaha | GMT94 Yamaha            | 5       | 1         | 3       | 1     | 0  | 158.5 | 2e    |
| 2018–19 | Honda  | F.C.C. TSR Honda France | 5       | 2         | 3       | 0     | 2  | 137.5 | 2e    |
| 2019–20 | Honda  | F.C.C. TSR Honda France | 4       | 1         | 2       | 0     | 2  | 143.5 | 3e    |
| 2021    | Honda  | F.C.C. TSR Honda France | 4       | 1         | 1       | 0     | 0  | 91    | 5e    |
| 2022    | Honda  | F.C.C. TSR Honda France | 4       | 0         | 2       | 0     | 0  | 154   | 1er   |
| 2023 *  | Honda  | F.C.C. TSR Honda France | 1       | 1         | 1       | -     | -  | 63 *  | 1er * |
| Total   |        |                         | 27      | 9         | 15      | 2     | 5  | 880.5 |       |

*Saison en cours

## Distinctions
- Lauréat du Prix Roland Peugeot de l'Académie des sports du plus bel exploit motocycliste français de l'année en 2008[10].
- Chevalier de l'ordre national du Mérite Le Président de la République, par décret du 15 mai 2009, nomme Mike di Meglio, à titre exceptionnel, chevalier de l'Ordre national du Mérite.